# Hsing Tian Kong
El Templo Hsing Tian  (en chino, 行天宮; pinyin, Xíngtiān Gōng; pe̍h-ōe-jī, Hêng-thian-kiong; es un templo situado en
Distrito de Zhongshan, Taipéi, Taiwán. Este templo está dedicado a Guan Yu, es un general de Liu Bei durante la dinastía Han del Este representada en la novela histórica china Romance de los Tres Reinos. Guan Yu es adorado como un protector y subyugado de los demonios, también es considerado como el dios patrón de los hombres de negocios. Se une al templo con Lu Dongbin, Zhang Dan, Wang Shan y Yue Fei, quienes en conjunto son conocidos como los Cinco Salvadores.
El templo está situado en una esquina de la calle cerca del centro de la ciudad. Las esculturas de dragones se destacan en el diseño de este templo. Cubre más de 7,000 metros cuadrados

## Historia
El templo fue construido en el año 1967. En el año 2014, con el fin de reducir la contaminación del aire. el templo se convirtió en primer temple en prohibir la quema de incienso en Taiwán.

## Transporte
Metro de Taipéi Xingtian Temple Station (en chino tradicional, 行天宮站; pinyin, Xíngtiān Gōng Zhàn; pe̍h-ōe-jī, Hêng-thian Kiong Chām)